# Heinz Winfried Sabais
Heinz Winfried Sabais (* 1. April 1922 in Breslau; † 11. März 1981 in Darmstadt) war Schriftsteller, Lyriker und Politiker. Von 1971 bis 1981 war er Oberbürgermeister der Stadt Darmstadt.

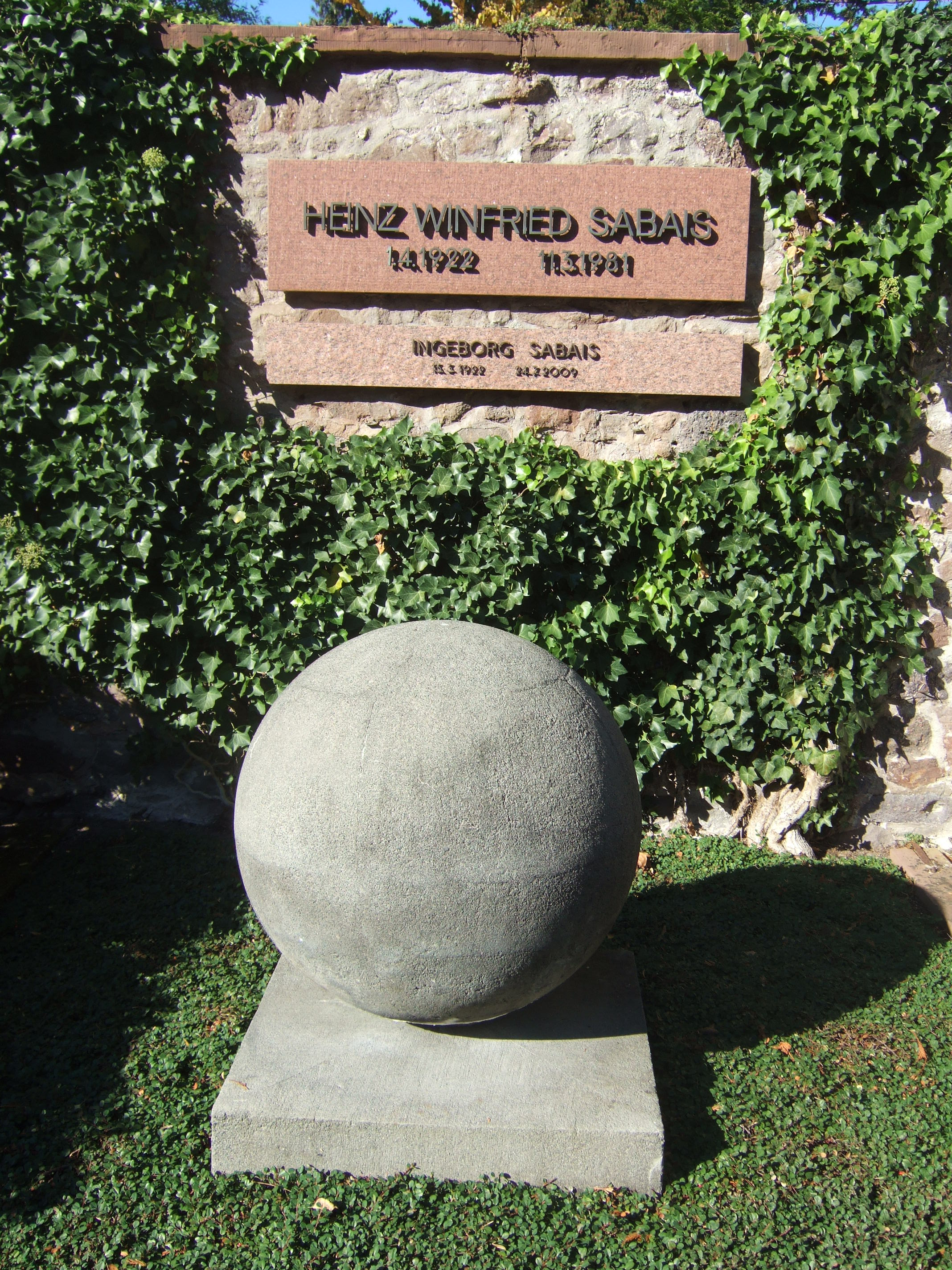
Grab von Heinz Winfried Sabais auf dem Alten Friedhof in Darmstadt (2011)

## Leben

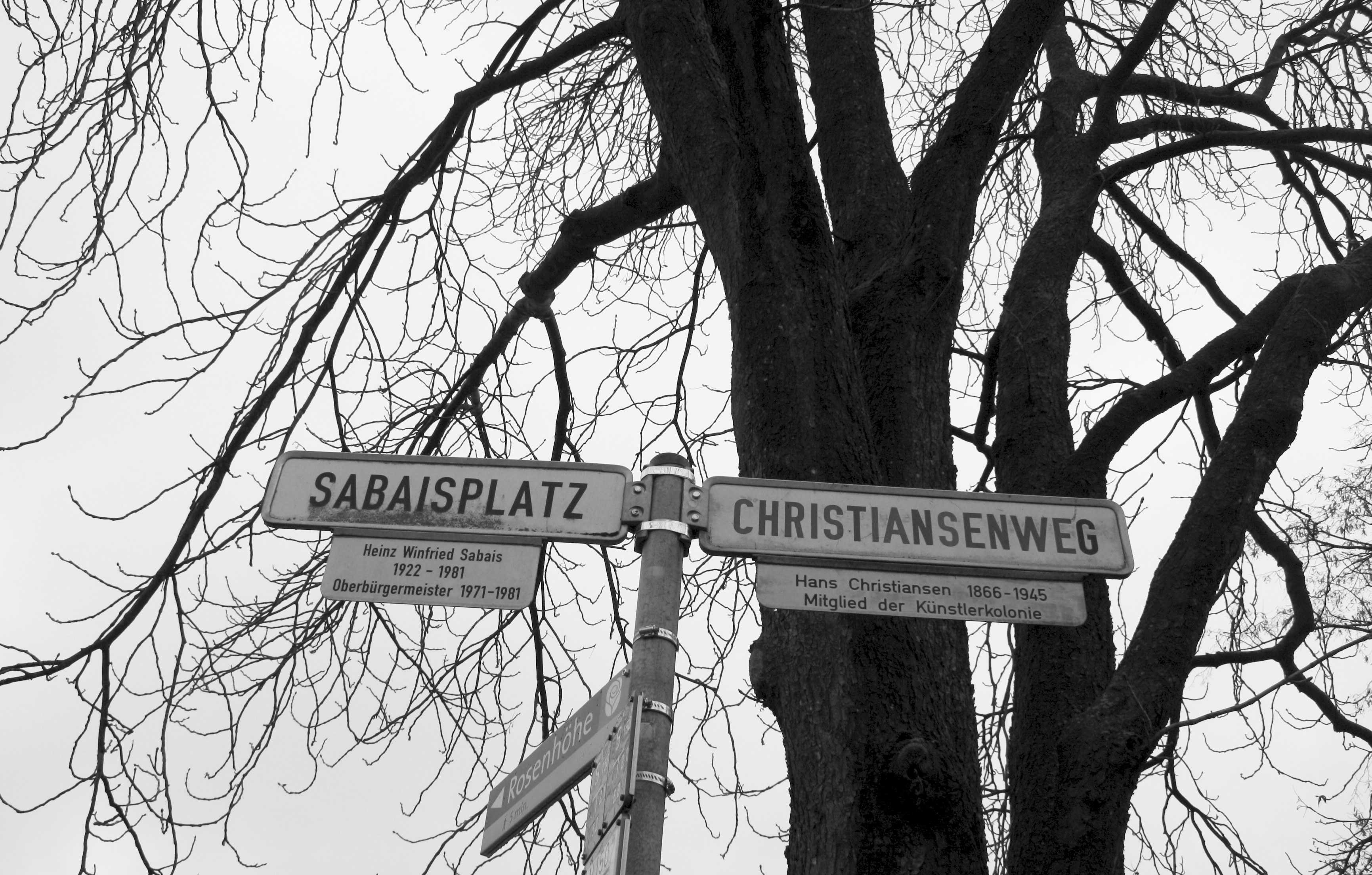
Sabaisplatz auf der Mathildenhöhe

Sabais wurde am 1. April 1922 in Breslau geboren. Er entstammte einer Arbeiterfamilie, deren Vorfahren aus Frankreich eingewandert waren. Sabais legte die mittlere Reife ab und begann zunächst eine kaufmännische Ausbildung in einem Breslauer Großhandelshaus. Im Herbst 1940 legte er die Handelsgehilfenprüfung ab.
Von 1941 bis 1945 war Sabais Angehöriger der allgemeinen SS und Soldat bei der Luftwaffe, wo er zum Flugzeugführer ausgebildet wurde. Nach dem Ausleselager erhielt er 1942 das Langemarck-Stipendium. Sabais stürzte als Luftwaffenpilot ab und konnte aufgrund der erlittenen Frontuntauglichkeit von 1943 bis 1945 vier Semester in Wien und Prag studieren. Nach einer Umschulung zum Sprengstoffspezialisten im Jahr 1945 geriet er im selben Jahr in amerikanische Kriegsgefangenschaft. Dies war laut eigenen Aussagen der Auslöser seines literarischen Schaffens.
Nach der Rückkehr aus der Kriegsgefangenschaft gelangte er 1947 über Rudolstadt nach Weimar. Dort arbeitete er als Redakteur bei verschiedenen Zeitschriften und Lektor im Kiepenheuer-Verlag. Ab Januar 1948 war er als Chefsekretär des Deutschen Goethe-Ausschusses Weimar/Berlin an der Organisation des Goethe-Jahres 1949 beteiligt. Er begleitete Thomas Mann von Frankfurt am Main nach Weimar, wodurch eine Freundschaft zu Thomas Mann entstand. Er war Mitglied der LDPD. 1950 verließ Sabais mit seiner Frau die DDR und kam über Berlin 1951 nach Darmstadt, wo er zunächst wieder als Redakteur der „Neue Literarische Welt“ im Auftrag der Deutschen Akademie für Sprache und Dichtung arbeitete. Im Januar 1954 übernahm er mit erst 32 Jahren das Amt des Kulturreferenten der Stadt. In den folgenden Jahren zeichnete er für die „Internationalen Ferienkurse“, die „Darmstädter Gespräche“ und die Ausstellungen auf der Mathildenhöhe verantwortlich. Am 1. Januar 1963 wurde er zum ersten hauptamtlichen Kulturdezernenten der Stadt Darmstadt gewählt. In diese Zeit fiel u. a. die Initiierung des Leonce- und Lena-Preises der Stadt Darmstadt.
Im Jahr 1971 wählten die Stadtverordneten den Sozialdemokraten Sabais als Nachfolger von Ludwig Engel zum Oberbürgermeister der Stadt Darmstadt. Seine Amtszeit war vor allem von der stark kritisierten Umgestaltung des Darmstädter Luisenplatzes geprägt. Sabais war von 1971 bis 1981 auch Präsident des Deutschen Bühnenvereins. Er war Mitglied des Reichsbanners Schwarz-Rot-Gold.
Sabais starb, noch als amtierender Oberbürgermeister Darmstadts, am 11. März 1981 an einem Krebsleiden. Er wurde auf dem Alten Friedhof in Darmstadt begraben (Grabstelle: II Mauer 128). Heinz Winfried Sabais war mit seiner Jugendliebe Ingeborg Sabais (1922–2009) verheiratet. Aus der Ehe sind drei Kinder hervorgegangen.

## Ehrungen
- 1981: Wilhelm-Leuschner-Medaille des Landes Hessen.
- 5. Juli 1989: Auf der Mathildenhöhe in Darmstadt wurde ein Platz nach Sabais benannt.

## Veröffentlichungen
- 1947: Und über allem sei Liebe, Gedichte, Rudolstadt.
- 1956: Looping über dem Abendland, Rhapsodien. Georg Büchner Verlag, Darmstadt und Düsseldorf.
- 1965: Götter, Kaiser Diktatoren. Rütten & Loening Verlag, München 1965.
- 1972: Darmstädter Ansichten, Darmstadt.

## Sabais' „Darmstadt-These“
Auf Sabais geht eine alternative, etymologische Ableitung des Namens Darmstadt zurück. Entgegen der von anderen favorisierten Variante, Darmstadt leite sich von dem Eigennamen Darimund ab, führte Sabais die älteste bekannte Schreibweise „Darmundestat“ auf die Elemente dar für Tor (abgeleitet vom indogermanischen tar), munde für Schutz (abgeleitet von Munt) und stat für Stätte zurück. So wäre der Name also eine Funktionsbezeichnung gewesen: die Stätte an einem befestigten Durchgang.

## Zitate
„Ich bin Europäer, Europa hat mich erzogen. Ich nenne ungesäumt Vaterland jedes Land, in dem die Menschenrechte regieren. Ich respektiere dich, der du mich respektierst. Europa ist die große Assoziation der Einzelnen, unsere Arbeitsgemeinschaft zur Entfaltung der Freiheit.“

„Ich glaube nicht an Darimund“